# Prágai vár

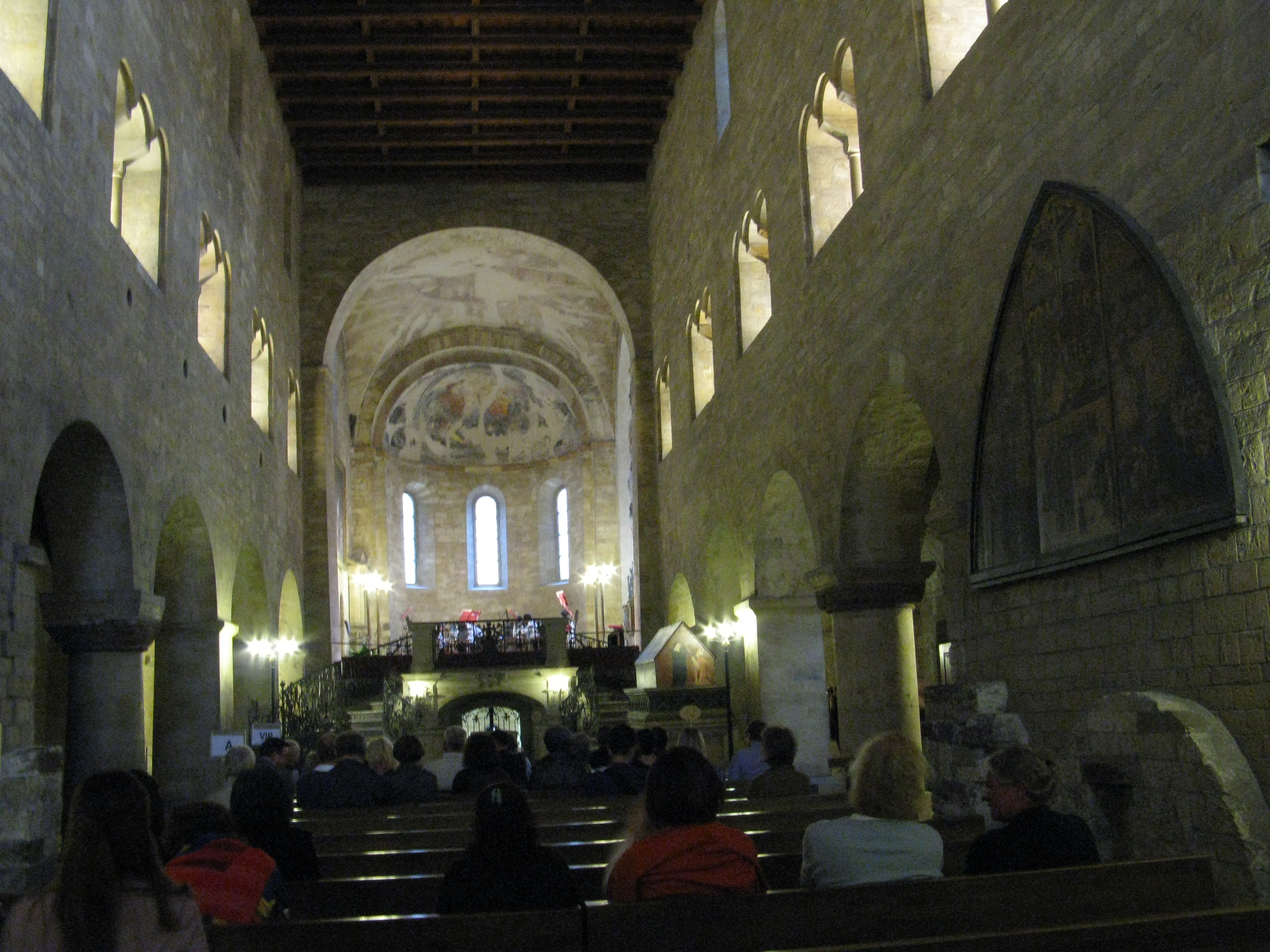
A Szent György-bazilika belső tere

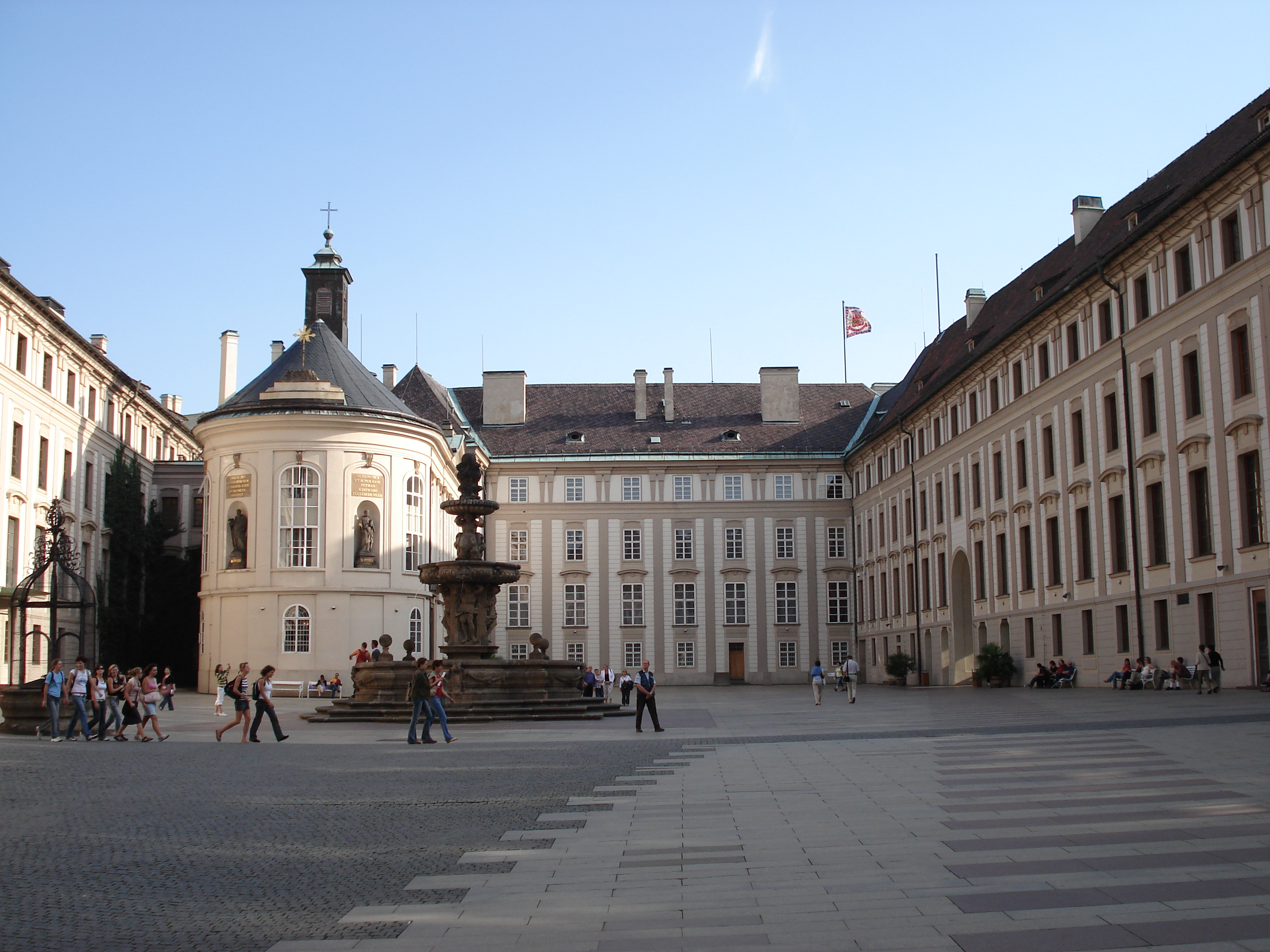
A Második udvar

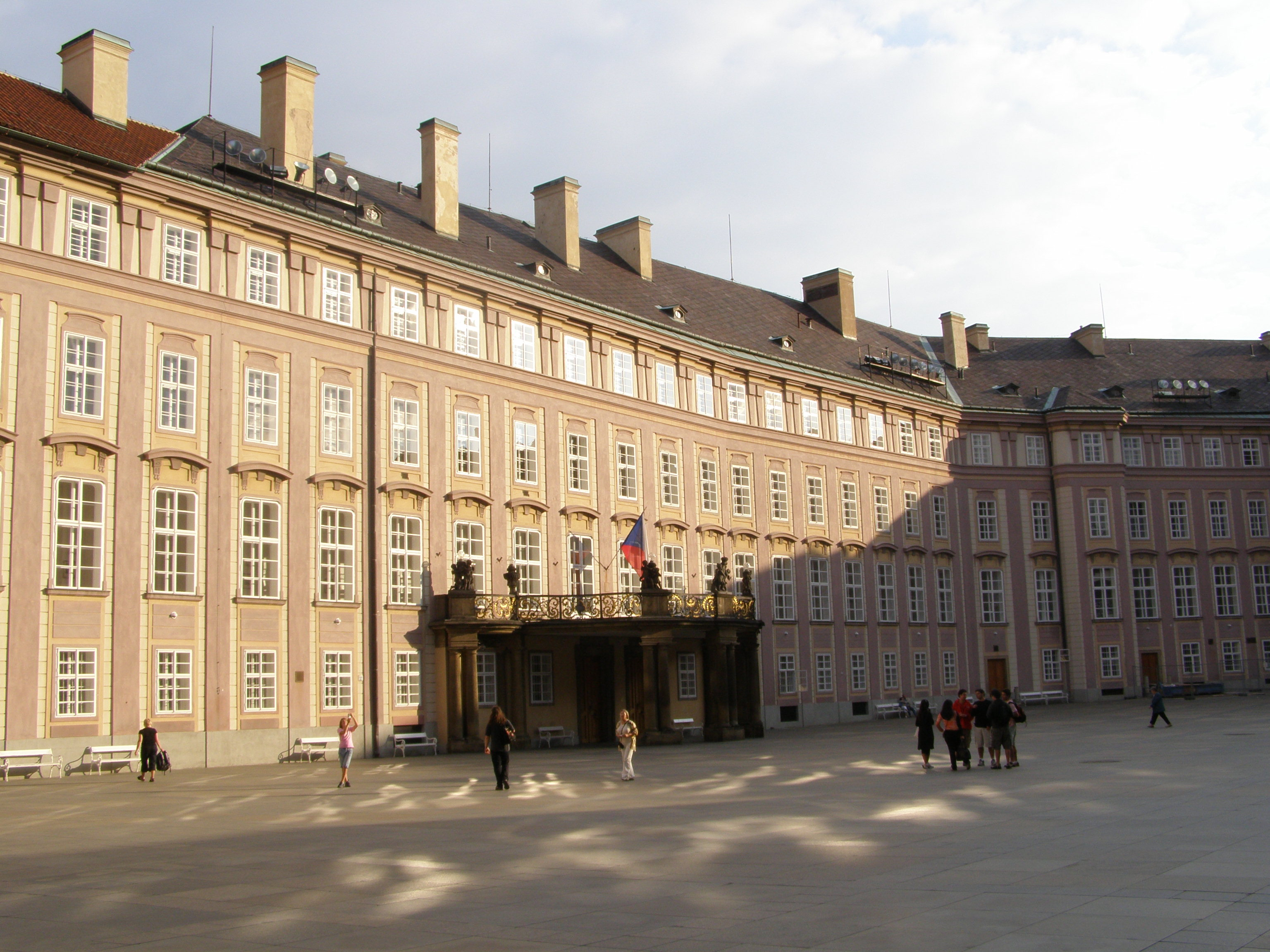
A Harmadik udvar az új királyi palotával

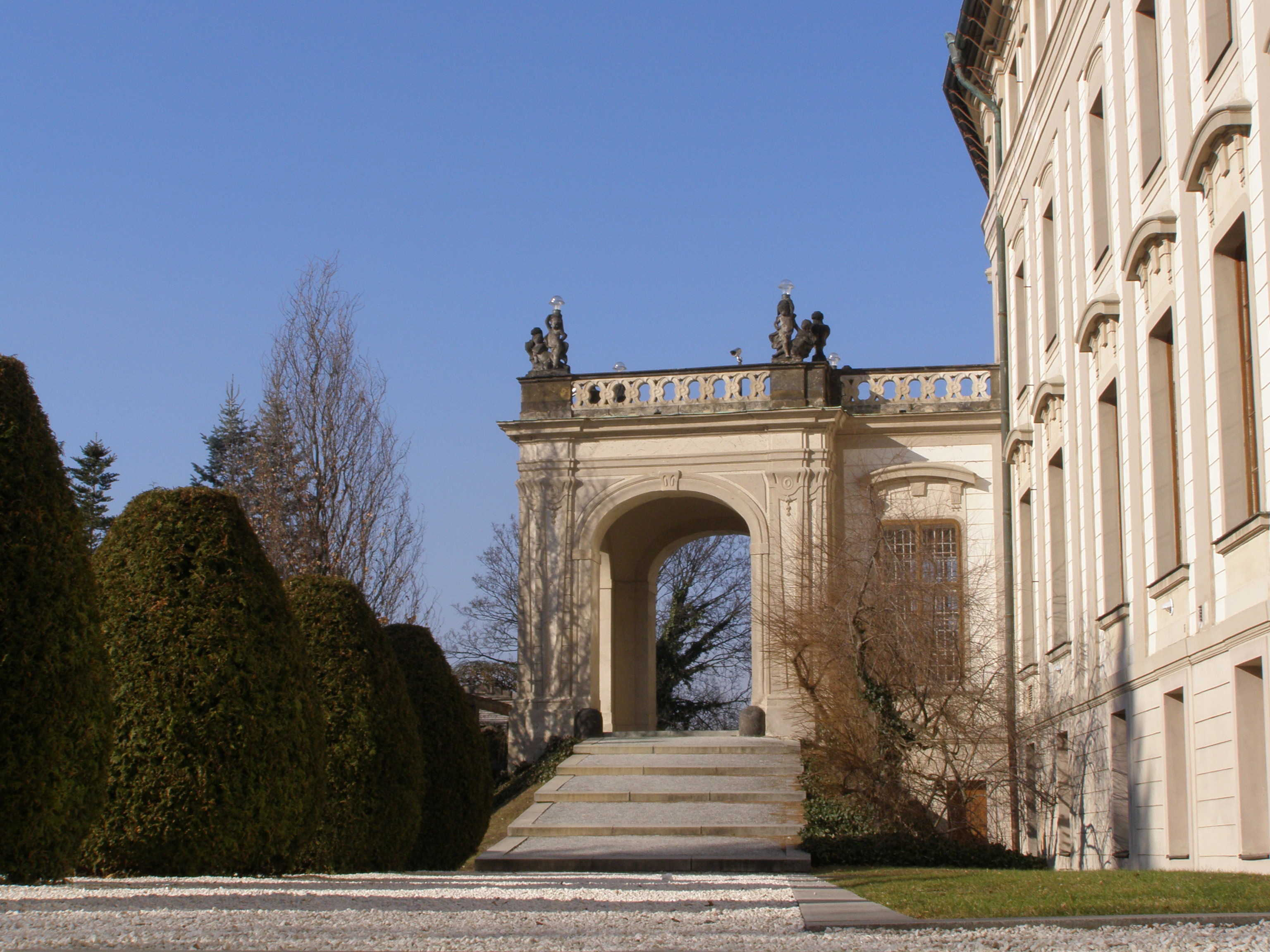
A Negyedik udvar

A prágai vár Prága ősi erőssége és egyben legrégebben lakott része, a cseh főváros egyik történelmi negyede. Tágabb értelemben a Várnegyed (Hradzsin; csehül: Hradčany) része. A szűkebb és használatosabb értelemben a vár és a Hradzsin két külön városrész. A zömmel a szolgaszemélyzet lakhelyének épített Hradzsin 1320-ban alakult ki a vártól északra és nyugatra.
A várfallal kerített, 570 méter hosszú, 130 méter széles térség Európa legnagyobb várkomplexuma, ami a Guinness Rekordok Könyve szerint „a világ legnagyobb ősi vára”. A szűkebb értelemben vett, fallal kerített várnegyed volt Csehország királyi székhelye, az első Csehszlovákia megalakulása óta pedig itt van a cseh köztársasági elnök irodája.
1962-ben Csehszlovákia (azóta értelemszerűen Csehország) 1. nemzeti kulturális emlékhelyévé nyilvánították.

## Földrajzi helyzete
A várdomb Prága északi részén, a Moldva bal partjától nem messze emelkedik. A KÉK–NyDNy csapású domb és a folyó közötti parti sávban, tehát a várdombtól keletre és délre épült a Kisoldal (Malá Strana), nyugatra a szűkebb értelemben vett Hradzsin. A Kisoldalt, a várdombot és a Hradzsint északról a Szarvas-árok (Jelení příkop) határolja; attól északra a Királyi kertek zöldellnek. A Kisoldal és a vár között, a domb oldalában egy sor kertet alakítottak ki, a déli lejtőn pedig a Sánckertet (Záhrada Na Valech) és a Paradicsomkertet (Rajská zahrada). A Vár keleti oldalán zöldell a Chotek-kert; ennek déli, a Sánckerttel határos része egy máig fennmaradt szőlőskert. Ezt Szent Vencel szőlője néven időnként önálló egységnek tekintik.

## Története

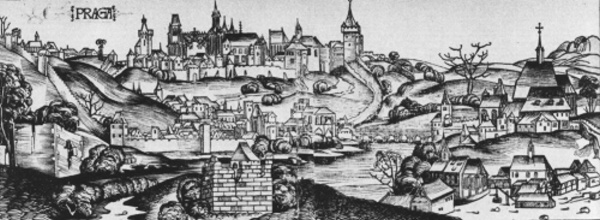
Prága látképe 1493-ban

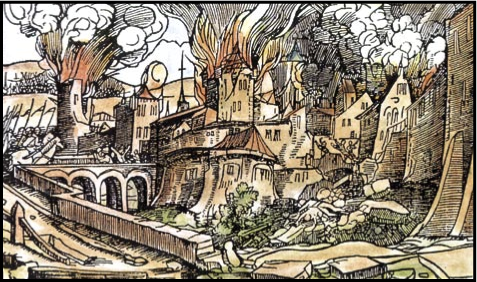
Az 1541-es nagy tűzvész. Az Augsburgból származó Heynrich Steyner kézzel festett fametszete

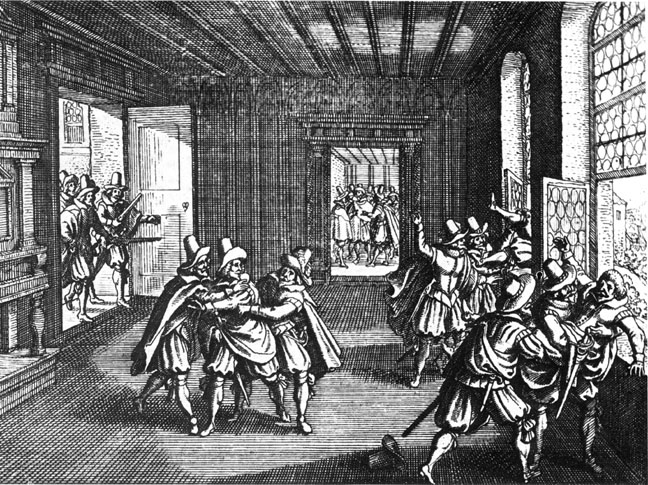
A második defenesztráció (1618)

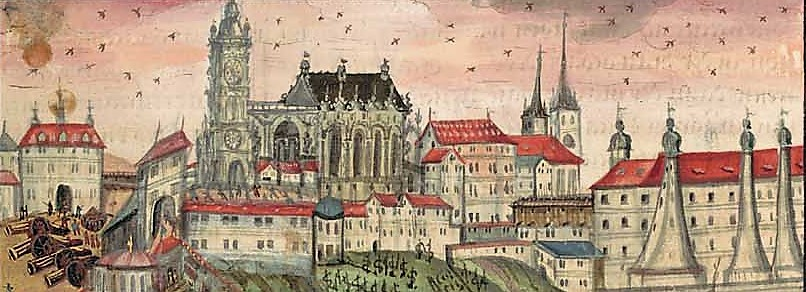
A vár a 17. század első felében (valamikor 1612 és 1630 között)

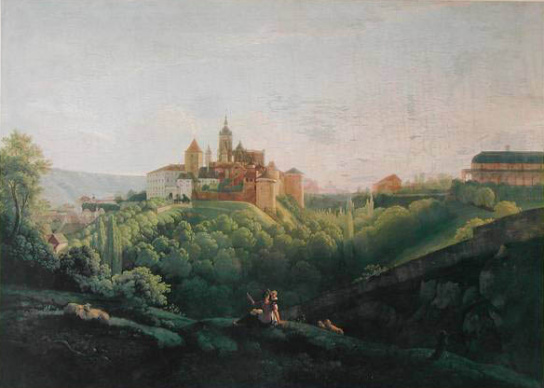
Antonín Mánes (1784–1843): A prágai vár látképe (a Szarvas-árok felől)

A legenda szerint Libuse fejedelemasszony, a Přemysl-ház ősanyja alapította — valójában első építmánye a cseh törzs területének keleti határát védő föld-fa erőd volt.

### Őstörténete
A várdomb az ősidők óta lakott. Első ismert lakói a kelta boiok voltak az i. e. 2. században. Klaudiosz Ptolemaiosz az i. sz. 2. században összeállított térképe e helyen egy „Casurgis” nevű germán települést jelöl.

### A szlován törzsek letelepedésétől Csehország megalakulásáig
A dombon az első erősséget a Moldva bal partján az i.sz. 6. században letelepedett csehek építették: ez a fa-föld vár volt Hradčany (ejtsd: Hradcsani), a mai Hradzsin névadója. A csehek előbb-utóbb legyőzték és uralmuk alatt egyesítették a többi szlován törzset, az első cseh fejedelmek székhelye azonban nem a Hradčany lett, hanem az ugyancsak a mai Prága területén, de a folyó jobb partján épült Vyšehrad, ami eredetileg a zlicsanok (zličanok) erőssége volt.
I. Bořivoj cseh fejedelem 880 körül udvarát a mai Prága központjától mintegy 10 km-rel északnyugatra (a mai Roztoky falu helyén épült Levý Hradecből a prágai várdombra helyezte át, és azt fából, illetve földből készült védművekkel erődítette meg. A dombon az első kőépület az általa emelt Szűz Mária-templom lett; ezt 870 körül kezdték építeni. A templomot I. Spytihněv kibővíttette. Az épület maradványait a régészek az Új királyi palota főépülete, a második udvar és a Bástyakert alatt találták meg. A főépület alatt talált maradványokat konzerválták és megtekinthetők.

### A független Csehország fővárosa
Az erődített települést először egy 928-ban kelt irat említi. Az első körtemplomot 925–930 között emelték szent Vitus tiszteletére; ennek utóda a mai Szent Vitus székesegyház. A favárat a 9. század második felében kőépítménnyel váltották fel. Ez apránként Csehország politikai, gazdasági és kulturális központjává vált, és Bořivoj fejedelem a Přemysl-ház állandó székhelyévé tette.
A kereszténység felvétele óta az ország vallási központja is: itt építtette Bořivoj Prága első templomát, amit Szűz Máriának szenteltek. 920 körül Vratiszláv fejedelem építtetett egy másik templomot is szent György tiszteletére. Szent Vitus körtemplomát, a jelenlegi székesegyház elődjét Vencel fejedelem (ur. 921–935) építtette.
A mai épületegyüttes ősének a 12. században, immár téglából és kőből épült vár tekinthető. Ez az ősi vár a mai vár keleti részén terült el. Fő védművei földsáncok voltak; ezeket 1125-ben erős márgafalakkal váltották fel.
A nagy, román stílusú építkezéseket I. Szobeszláv (ur. 1125–1140) rendelte el. Az új falakat számos kisebb, ötszög alaprajzú és három nagy toronnyal (Fekete torony, Fehér torony, Déli torony) erődítette meg. A régi fejedelmi udvar helyén palotát építtetett; ennek maradványait sikerült feltárni az Ulászló-terem alatt. Szent György körtemplomát elbontották, és a helyére bazilikát emeltek. A püspöki palotát a bazilikától délnyugatra építették fel, majd az együttest további egyházi épületekkel egészítették ki. A vár mindig is inkább volt adminisztratív központ, mint erődítmény. Ennek köszönhetően különösen látványos állapotában maradt fenn — egyrészt mert több uralkodó is szívügyének tekintette felvirágoztatását, másrészt mert a háborúk kevéssé pusztították.
A 13. században átépítették a palotát, hogy fokozzák a fejedelmiből királyivá előlépett udvar fényét. A Kisoldalt 1257-ben alapították; jogi helyzetét Magdeburg mintájára szabályozták.
Bár az épületek falaiban a fát és agyagot, illetve vályogot mindinkább tégla és kő váltotta fel, a tartóelemek többsége fa maradt, ezért a váron 1303-ban végigsöpört tűzvész óriási károkat okozott.
A Hradzsint 1320 táján hozta létre Luxemburgi János várnagya, Dubái Berka a vár szolgálónépeinek lakhelyéül. Prága és vele a vár virágkorának a 14-15. századot tartják, amikor I. Károly király megbízta Peter Parlert az épületegyüttes gótikus stílusú átépítésével. A munkák zöme az építész, illetve a király haláláig nem készült el; többségüket Károly fia, IV. Vencel fejeztette be Parler fiaival. A Szent Vitus-székesegyházból azonban — bár már 1344-ben elkezdték — a 15. század elejéig csak a szentély, a kereszthajó és a déli oldal nagy tornya épült meg.
I. Károly király, majd fia, IV. Vencel a királyi palotát is alaposan kibővíttette — a mai alsó szinteken több, általuk építtetett terem meg is maradt. A palota mellé franciás ízlésre valló kápolnákat emeltek. Az ugyancsak gótikus stílusú oszlopterem a 15. század elején épült.
1419. július 30-án, vasárnap a Jan Želivský prédikátor feltüzelte prágai szegény nép megrohanta a városházát. Az elfogott tanácsosokat kidobálták az ablakon, amiről a büntetésnek ezt a sajátosan cseh módját defenesztrációnak (ablakon kihajigálásnak) nevezték el (ez lett értelemszerűen az első defenesztráció). A kizuhanó testeket az udvaron lándzsákkal fogták fel. Többnyire ezt az akciót tekintik a huszita háborúk kezdetének. Ebben az időszakban fordult elő az egyetlen olyan alkalom, amikor a vár valódi hadi jelentőségre tett szert: 1420 májusában, amikor a husziták elfoglalták egész Prágát, a királyhű zsoldosok meg tudták tartani a várat. A háborús időszakban a vár állapota sokat romlott, és bár a királyokat továbbra is itt koronázták, udvartartásukat a Moldva jobb partjára, az Óvárosba helyezték át.
A királyság székhelyét Jagelló Ulászló helyezte vissza a várba. Ide költöztette a legfőbb állami hivatalokat, itt tartották az országgyűléseket. Ehhez újabb építkezésekre volt szükség — a késő gótikának ezt a cseh változatát, aminek legfőbb mestere Benedikt Ried (Benedikt Rejt) volt, „Ulászló-gótikának” nevezik, mivel legjelentősebb fennmaradt emléke az Ulászló-terem.

### Habsburg uralkodók alatt a vallásháborúk végéig
A mohácsi csata után Csehország a Habsburg Birodalom része lett (és az is maradt 1918-ig). A 16. században parkosították a Szarvas-árkot, alakították ki tőle északra a Királyi kerteket és építették meg benne a reneszánsz stílusú nyári lakot.
Az 1541. június 2-án kitört kisoldali tűzvész a várra is átterjedt; utána szinte az egészet újjá kellett építeni. Ezt Wohlmuth Bonifác (Bonifác Wolmut, 1510–1579), a kor legjelentősebb építésze vezette.
A Habsburg uralkodók közül II. Rudolf 1578-ban Prágába költöztette udvarát, és innen, a várból kormányozta a birodalmat. Ebben az időben Prága Európa (egyik) kulturális központjává vált. Rudolf udvarában nemcsak alkimisták és csillagjósok éltek, de valódi tudósok és feltalálók is, mint például:
- Tycho Brahe, a kor legnagyobb megfigyelő csillagásza,
- Johannes Kepler, Tycho utóda, a bolygómozgás törvényeinek kidolgozója,
- Caspar Lehmann, az újfajta üvegmetszés feltalálója (1609-ben kapott rá szabadalomlevelet) stb.

Az újabb építkezésekre jelentős mértékben azért volt szükség, hogy el tudják helyezni a császár messze földön híres gyűjteményeit (óragyűjtemény, drágakő- és hegyikristály-gyűjtemény stb.)
Egy ideig Prága maradt a főváros II. Mátyás alatt is; ekkor épült a barokk kapuzat és a bejárati palota.
1618-ban a zömmel protestáns cseh rendek nem fogadták el a Mátyás örökébe lépni kívánó, türelmetlen katolikusként ismert II. Ferdinándot, és május 23-án ismét kidobálták az ablakon a „cseh nép árulóit” — ezúttal Jaroslav Martinic várgrófot, Vilém Slavata tartományi főbírót és Filip Fabricius nevű titkárukat. Ez volt az egyes szerzők által harmadiknak nevezett második defenesztráció. (A kidobáltak túlélték a közel 18 méteres zuhanást, mert egy trágyadombra estek, és az felfogta a becsapódás erejét). Királynak az ebbéli minőségében legendásan tehetségtelennek bizonyuló  V. Frigyes pfalzi választófejedelmet választották, és (remélt) megérkezéséig a cseh rendek a várból kormányozták az országot. A cseh-morva-sziléziai csapatok azonban 1620. november 8-án a mai Prága területén vívott fehérhegyi csatában megsemmisítő vereséget szenvedtek. Csehország ezzel elveszítette addigi, viszonylagos önállóságát, és a Habsburg Birodalom „örökös tartományai” közé süllyedt. A vár szerepe leértékelődött; a Habsburg uralkodók Bécsben székeltek, és csak cseh királlyá koronázásukra jöttek Prágába.

### A Habsburg Birodalom örökös tartományaként
A 16. század végén, majd a 17. században a vár környékét valósággal ellepték azok a kisiparosok és kiskereskedők, akik ki akarták vonni magukat a várbéli hivatalok joghatósága alól, azok jogköre ugyanis csak a várfallal övezett részre terjedt ki. Egyre-másra, teljesen átgondolatlanul és tervszerűtlenül emelték a legkülönfélébb házacskákat az éppen hozzáférhető anyagokból. Bent a várban csak III. Ferdinánd (ur. 1627–1657) idején volt jelentősebb építkezés (a királyné palotája és kápolnája, valamint az Új királyi palota főépülete, ami most nyugatról határolja a várat).
A harmincéves háború vége felé (1645-ben), a svédek Lennart Torstenson vezetésével a Prágától mintegy 50 km-re lévő Jankovnál mértek súlyos vereséget III. Ferdinánd Melchior von Hatzfeldt vezette hadaira. A cseh főváros ellen azonban csak három évvel később indultak meg; ez lett a háború utolsó hadjárata. A védők fegyverbe szólították a város lakosságát, és felkészültek az ostromra, de mire a svédek a város közelébe értek, megjött a vesztfáliai béke híre, és fegyveres összecsapásra nem került sor.
Az osztrák örökösödési háború (első sziléziai háború) részeként 1741. november 26-án a franciák, szászok és bajorok megrohanták és elfoglalták Prágát. A francia tüzérség komoly károkat okozott a Hradzsinban, de magában a várban nem.
A hétéves háború elején, 1757-ben Nagy Frigyes a prágai csatában legyőzte a Lotaringiai Károly vezette osztrák hadakat, és bekerítette a Prágába visszavonult osztrák sereget. Leopold von Daun tábornagynak a kolíni csatával sikerült felmentenie a várost, az ostrom azonban több épületet erősen megrongált. Mária Terézia ezért megbízta az addig Bécsben tevékenykedő Niccolò Pacassi olasz építőművészt a károk helyrehozatalával és a fontosabb épületek átépítésével. Pacassi megtartotta a vár addigi alaprajzát, de több épületet barokk, illetve rokokó stílusban épített át, illetve egészített ki — mi több, ezeket tekintik az első, a (bécsi) klasszicizmus jegyeit mutató épületeknek. Ekkor alakították át az Első udvart díszudvarrá. Építőmesterei Johann Ignaz Palliardi, Anton Haffenecker (Antonín Hoffenecker) és Josef Klement Zobel (1746–1814) voltak.
Az utolsó olyan uralkodó, akit cseh királlyá koronáztak, V. Ferdinánd volt; ő lemondatása (1848) után hátralévő éveinek jelentős részét a prágai várban töltötte (itt is halt meg). Unokaöccse, Ferenc József nem koronáztatta magát cseh királlyá, miként III. Károly se.

### Az első világháború után
A vár 1918-ban vált ismét a cseh függetlenség szimbólumává: azóta itt van a csehszlovák, illetve cseh köztársasági elnök hivatala.
Az 1920-as években Tomáš Garrigue Masaryk, Csehszlovákia első elnöke szorgalmazta a vár egyfajta „demokratikus palotává” alakítását, elérhetőbbé tételét. Erre végül is nem került sor, de megkezdték a korszerűsítést és egyúttal a régészeti kutatást is. A koncepciót a második Csehszlovákia felbomlása után Václav Havel köztársasági elnök újította fel. Ennek részeként egyebek közt egy, a Szarvas-árkon végigvezető gyalogutat is építtetett.

## Részei

A vár látnivalói:
1 Hradzsin tér
2 Bejárati kapu
3 Első udvar
4 Mátyás-kapu
5 Második udvar
6 Harmadik udvar
7 Szent György tér
8 Szent György utca
9 Kijárati kapu
10 Régi várkapu
11 Sánckert
12 Paradicsomkert
13 Új várkapu
14 Bástyakert (Zahrada na Baště)
15 Lőpor híd
16 Szarvas-árok
17 Chotek-kert
18 Vikárius utca (Ulice Vikářská)
19 Díszkút (Kašna)
20 Díszkút (Studna)
21 Monolit
22 Sárkányölő szent György szobra
23 Szent Kereszt-kápolna
24 Plečnik-féle oszlopcsarnok
25 Várgaléria
26 Spanyol terem
27 Istállók
28 Masaryk elnök lakosztályának bejárata
29 Szent Vitus-székesegyház
30 Ásatások bemutatóhelye
31 Régi püspöki palota
32 A régi káptalani hivatal és könyvtár
33 Mihulka-torony
34 Díszkút (Orlí kašna)
35 Bejárat az elnöki irodákba
36 Elnöki kancellária
37 Régi királyi palota
38 Árkádos folyosó
39 Ulászló-terem
40 Régi káptalani hivatal és könyvtár
41 Új préposti hivatal
42 Szent György-bazilika
43 Nemes Asszonyok Intézete
44 Mindenszentek kápolnája
45 Arany utcácska
46 A várgróf rezidenciája
47 Lobkowitz-palota
48 Szent György-kolostor
49 Fehér torony
50 Daliborka torony
51 Fekete torony

A vár nyugati részén az épületek többsége három, számozott „udvart” vesz körül, az elkeskenyedő keleti részen pedig utcákat alakítottak ki egy kisebb térrel (Szent György tér). A várfal tövében, de azon kívül, az érseki palota és a vár között, az Új királyi palota északi szárnyától nyugatra elterülő térséget gyakran „Negyedik udvarnak” nevezik.

### A kertek
A várat kertek sora veszi körül:
- az északi oldalon
  - a Királyi kertek és
  - a Chotek-kert,
- a délin a
  - Sánckert,
  - a Paradicsomkert és
  - a Hartig-kert (csehül: Hartigovská zahrada),
- a Negyedik udvarban a Bástyakert.
- A Moldva felé lépcsős teraszokkal ereszkedő kertek, összefoglaló nevükön a Vár alatti kertek (Kisoldali kertek):
  - Ledeburg-kert,
  - Kis Pálffy-kert,
  - Nagy Pálffy-kert,
  - Kolowrat-kert,
  - Kis Fürstenberk-kert,[11]

### Első udvar

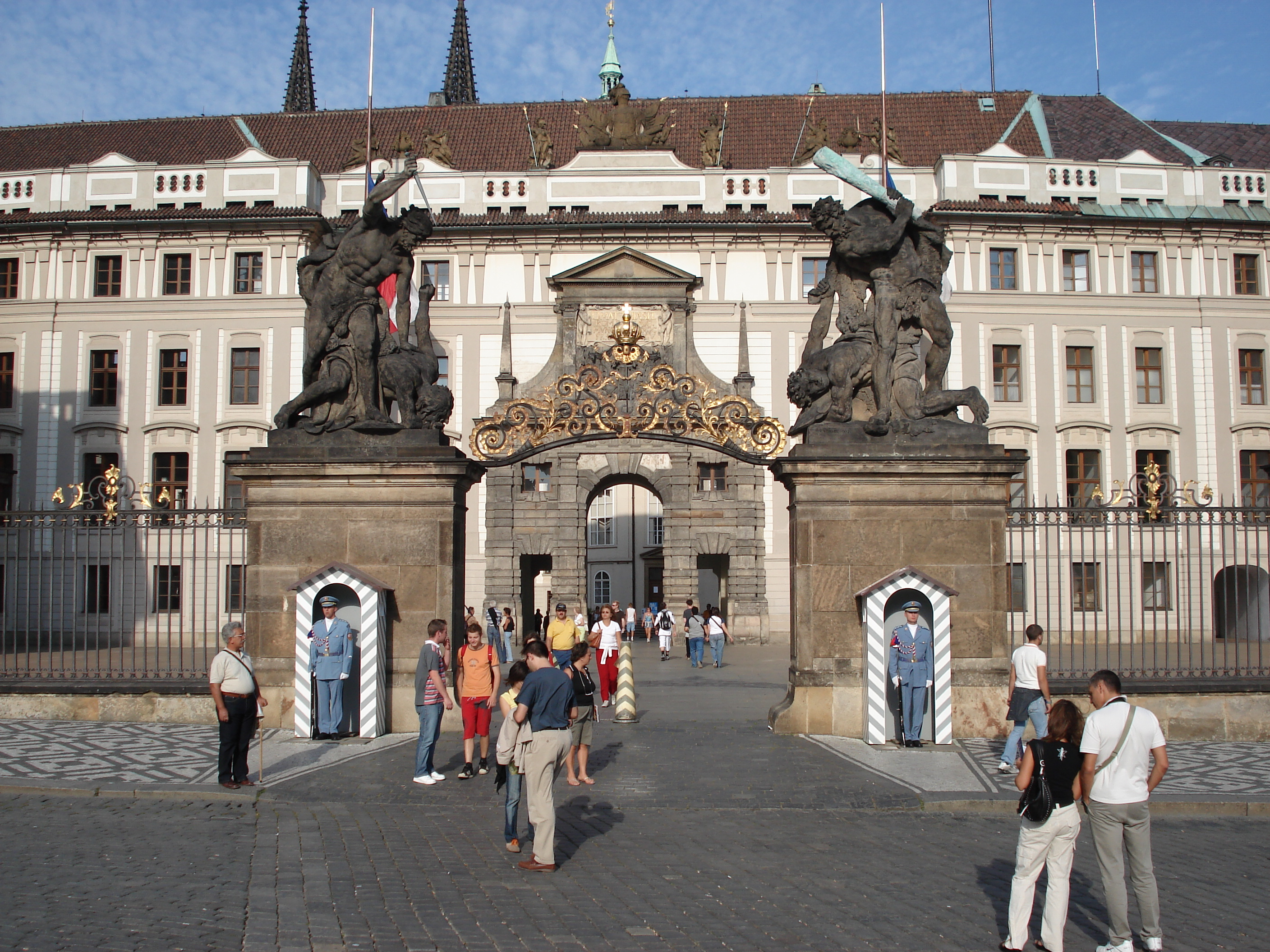
A vár bejárata a Hradzsin tér felől

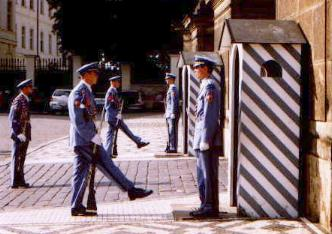
Őrségváltás

Az Első udvar, más néven Díszudvar a vár három udvara közül a legfiatalabb. Nem önálló tér, hanem úgy alakult ki, hogy a Hradzsin teret a két, előreugró palotaépület vonalában egy kerítéssel kettéosztották — a külső rész maradt Hradzsin tér (Hradčanské náměstí), a belső lett a díszudvar. A kovácsoltvas kerítés kapuja a vár főbejárata.
A vasrácsos kerítés kapujának oszlopai valójában nem oszlopok, hanem egy páros szoborcsoport talapzata: a szobrok Ignaz Franz Platzer harcoló gigászokat ábrázoló műveinek másolatai. A két oszlop előtt egy-egy őrbódé áll a nyitvatartási időben díszőrséggel; az őrségváltást turistalátványossággá alakították. Az őrök kék díszruháját Theodor Pištěk tervezte, a parádé alatt hallható fanfárzene Michal Kocáb rockzenész kompozíciója.
Az udvart U alakban kerítő épületek az Új királyi palota részei (főépület, déli szárny). Ezeket 1564–1616 között építették; a főépület választja el az első udvart, illetve a negyedik udvarnak is nevezett Bástyakertet a második udvartól, a nyugati szárny az első udvart a Bástyakerttől. Jelenlegi, barokk stílusát 1753–1755 között, (1755–1774 között) Niccolò Pacassi tervei alapján kapta.
A főépületnek az első udvarra néző homlokzatát katonai jelvények, illetve címerek domborművei díszítik; ezeket Ignaz Franz Platzer készítette.
Az első udvarból a főépület földszintjén átvezető Mátyás-kapun juthatunk át a másodikba.
A palota déli szárnyának földszintjén, az Új várlépcső felett Jože Plečnik tervei alapján egy sala terrena típusú kilátótermet alakítottak ki.
Mivel ma is ebben az épületegyüttesben van a cseh államfő (köztársasági elnök) rezidenciája és hivatala, a palota általában nem látogatható, csak a nemzeti ünnepeken és korlátozottan.

### Második udvar

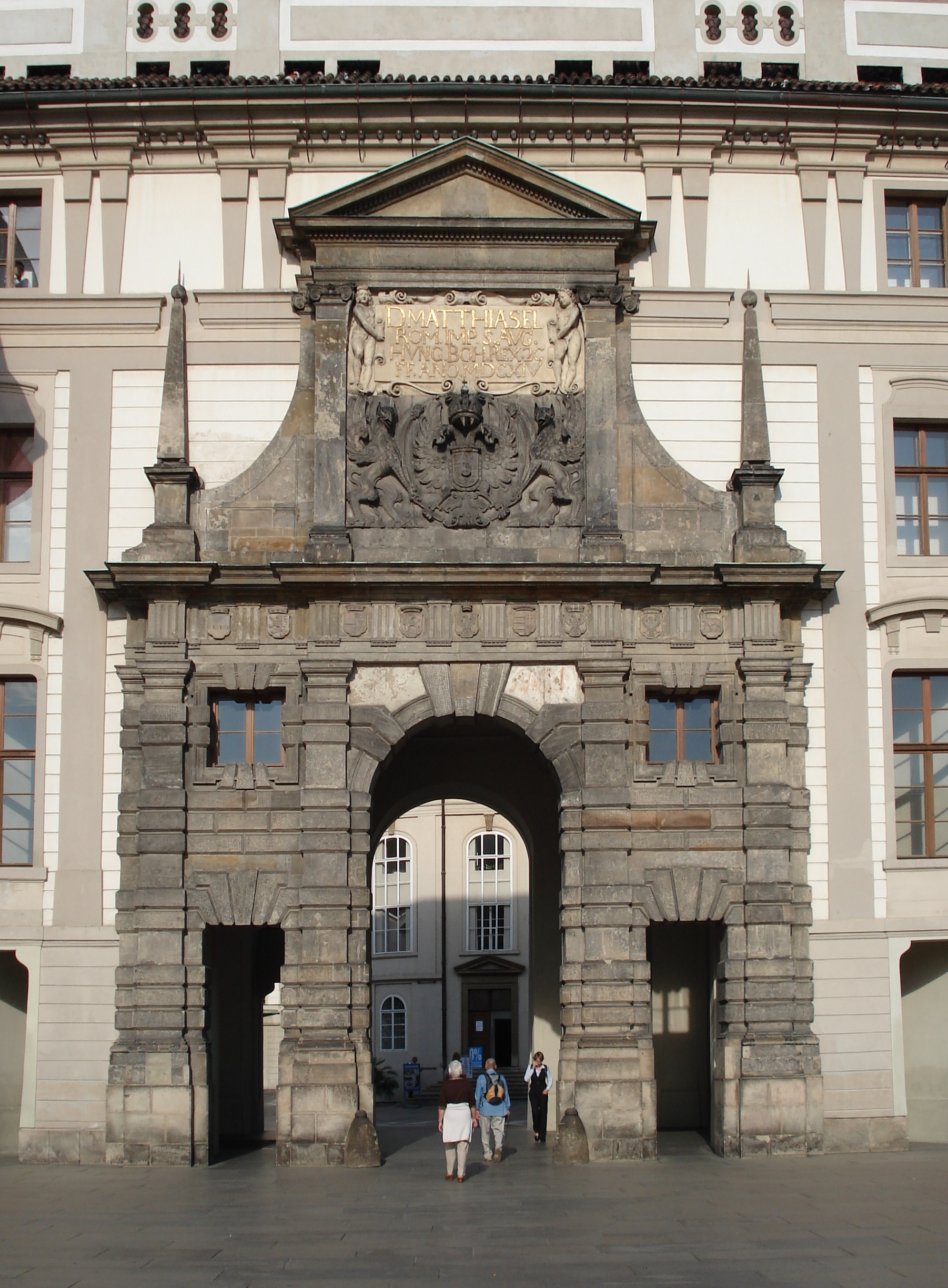
A Mátyás-kapu (az első udvar felől)

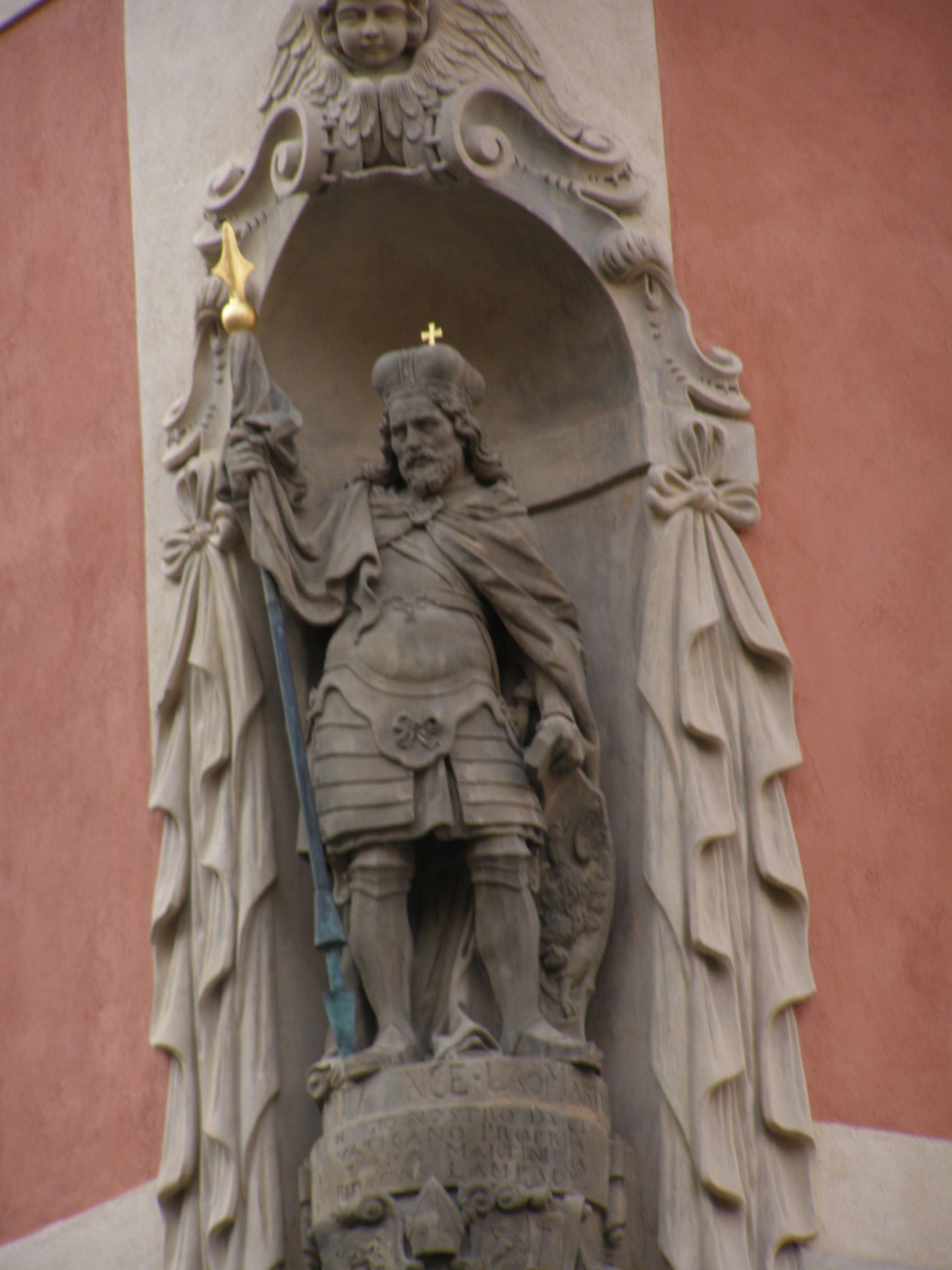
Szent Vencel szobra a régi püspöki palota sarkán

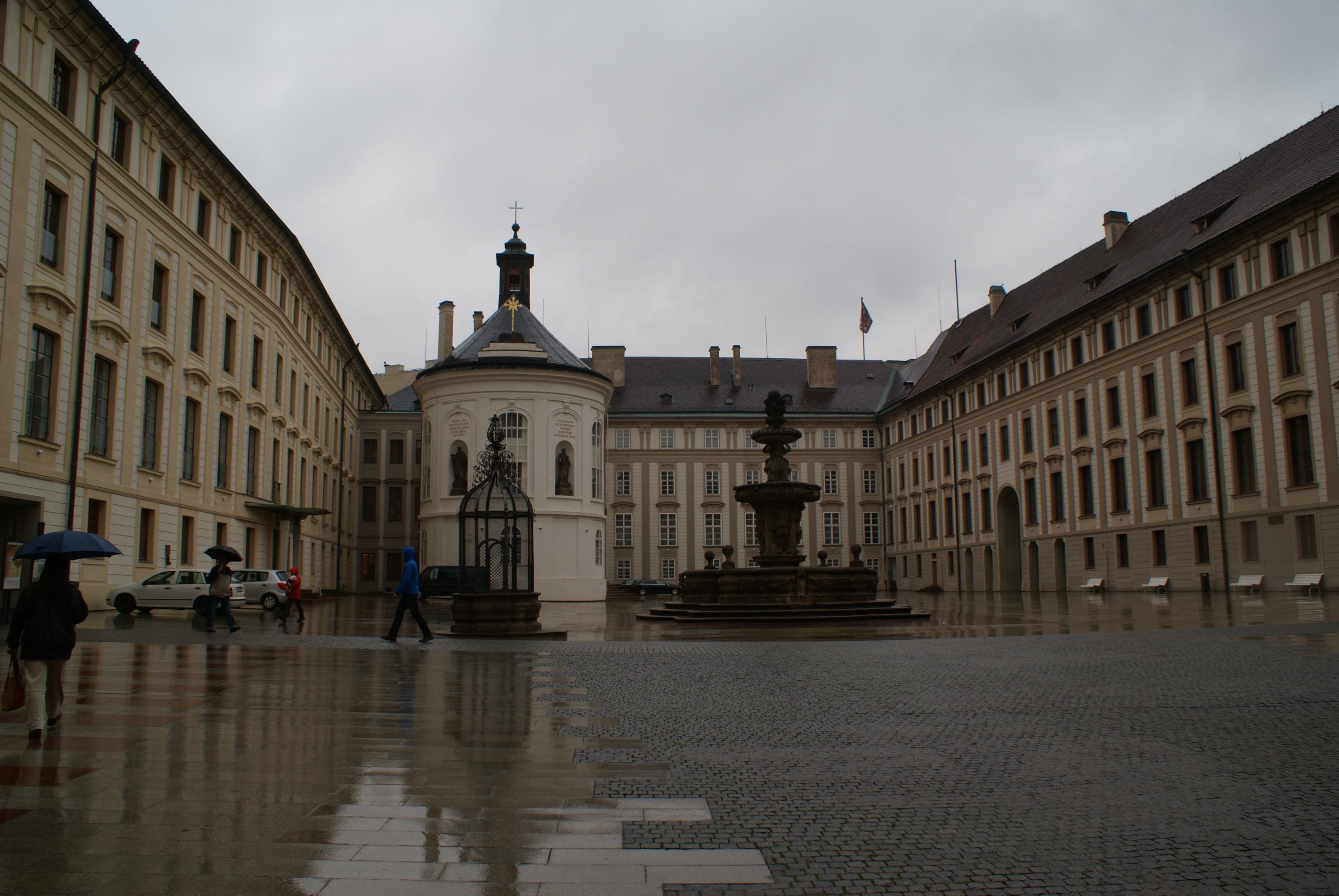
A második udvar észak felől a két díszkúttal és a kápolnával

A Mátyás-kapu alagútján átkelve a második udvarba jutunk; ez kétszer akkora, mint az első, és voltaképpen az Új királyi palota belső udvara. A 16. század második felében alakították ki a hajdani külső vár helyén. Ehhez betömték a várárkot és elbontották a vastag középkori várfalat. Az itt álló épületek többségét a 16., illetve 17. században emelték, majd Niccolò Pacassi átépítette őket — ennek eredményeként egységesen barokk jellegűek. A köztársasági elnök lakosztályába vezető bejárat a homlokzat és a déli szárny közötti sarokból nyílik — ezt Jože Plečnik alakította át az 1. világháború után.
Az udvar közepén két 17. századi, kovácsoltvas tetővel fedett neoreneszánsz díszkút áll. A nagyobbikat Francesco de Torre építette 1681-ben; rajta a szobor Hieronymus Kohl (Jeroným Kohl) munkája 1686-ból. A tető 1702-ben készült.
Az udvar délkeleti sarkában áll a Szent Kereszt-kápolna. Niccolò Pacassi tervei alapján Anselmo Lurago emelte 1758–1763 között, amikor Mária Terézia átépíttette a várat. Az 1850-es években átépítették és új festményekkel ékítették. Az épületet nepomuki szent János, szent Péter és szent Pál szobra díszíti; mindhárom Emanuel Max munkája 1854-ből. Oltárán két angyalszobor áll; fölöttük Franz Anton Palko (František Xaver Balko) 1762-ben festett képe függ. 1961-ben itt rendezték be a Szent Vitus-székesegyház kincstárát.
Az udvar északi oldalán nyíló kapu mögött a második út levezet a Szarvas-árokba.
A harmadik udvarba a palota hátsó traktusának északi részén átvezető folyosón juthatunk át.

### Harmadik udvar

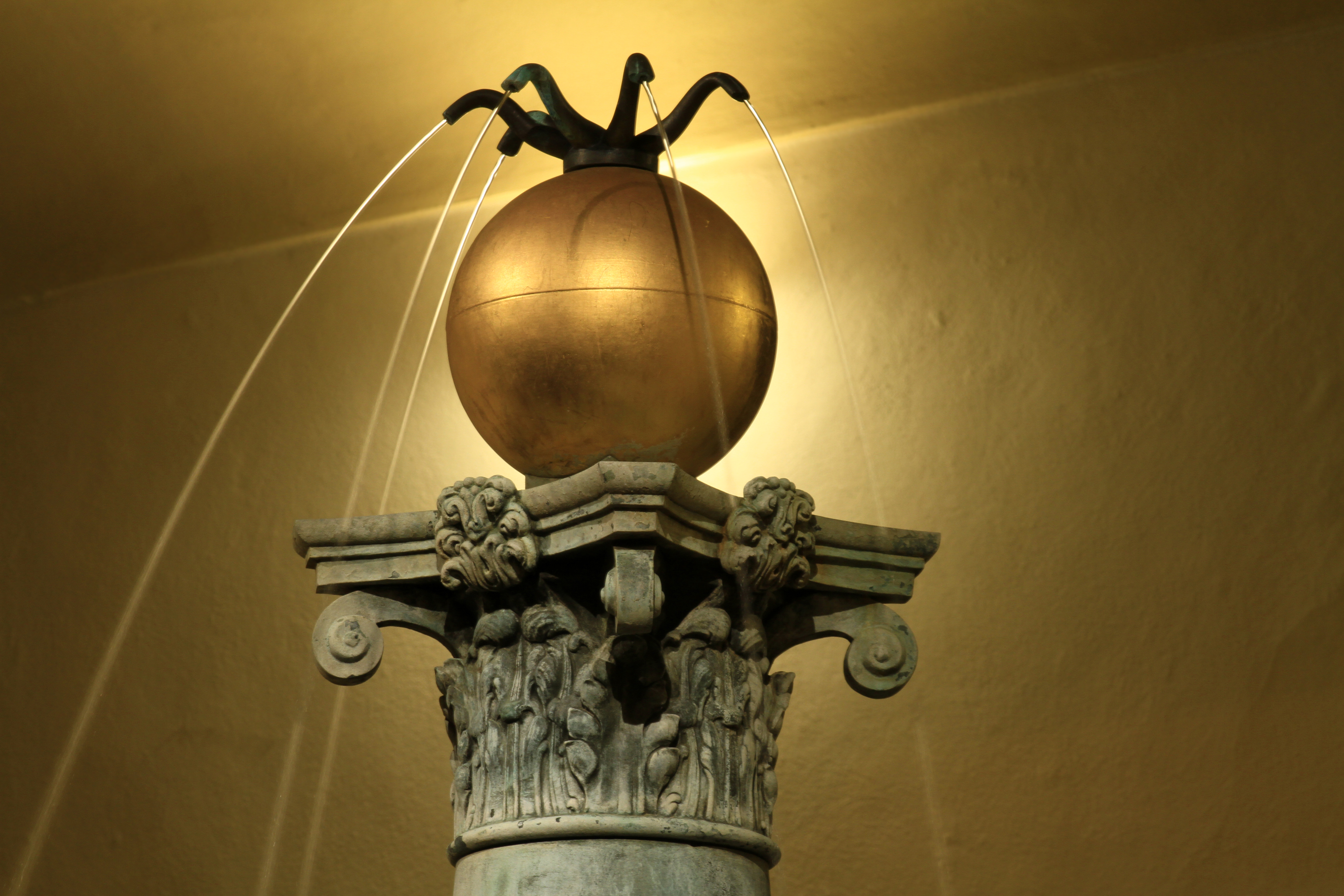
A Sas kút

Az udvar fokozatosan épült ki az 1541-es nagy tűzvész után, amikor gyakorlatilag minden, ezt körülvevő épület leégett és összeomlott. A romok alól a régészek a 20. században sok értékes, 10–11. századi leletet ástak ki: faházak és sírok maradványait, agyagfalakat, román és gótikus kőépületek maradványait stb. Az épületegyüttes egységes arculatát Niccolò Pacassi alakította ki, amikor II. Miksa és II. Rudolf palotájának homlokzatát is barokk stílusúra építette át. Az udvart véglegesen Jože Plečnik rendezte az 1920-as években.
Az udvar északi oldalán magasló Szent Vitus-székesegyház a vár leghíresebb épülete, a prágai érsekség főtemploma. Ez Csehország legfontosabb temploma, cseh királyok nyughelye, egyúttal a gótikus, illetve neogót stílus kiváló építészeti példája. Az előtte álló, bronz Szent György-szobrot 1373-ban rendelte I. Károly király a Kolozsvári testvérektől. A szobor másolat, de eredetije nem messze, a Szent György téri művészeti galériában áll. Igazság szerint abból is csak a lovas figurája eredeti; a súlyosan megrongált lovat 1562-ben (1572-ben, egy tűzvész után) újraöntötték. Az udvar közepén egy 18 m magas obeliszk áll; ezt 1928-ban, a köztársaság megalakulásának tizedik évfordulójára faragták a mrákotíni bányában fejtett gránitból.
A székesegyházhoz egészen közel, annak bejáratától jobbra, az udvarban álló, kétszintes épület eredetije a 11. században épült a prágai püspök palotájának. Azóta többször átépítették; mai alakját a Pacassi-féle átépítés idején, a 17. században kapta. Az épület sarkán szent Vencel szobrát Jan Jiří Bendl faragta 1662-ben. Falán emléktábla örökíti meg az elnöki iroda azon alkalmazottainak nevét, akik a második világháborúban életüket adták hazájukért. A világháború után, a második Csehszlovákiában az elnöki hivatal munkatársainak művelődési háza és klubja volt. Ehhez az épülethez csatlakozott egykor a Szent Móric-kápolna, a prágai püspök magánkápolnája. Ezt valamikor elbontották, a régészek csak alapjait tárták fel.
Az elnöki palota valójában az új királyi palotának a harmadik udvarba átnyúló része. Ezt három épületből:
- II. Miksa palotájából,
- egy kora barokk királyi palotából és
- II. Rudolf reneszánsz palotájából

építette egységes egésszé Niccolò Pacassi. Homlokzatát az idősebb Platzer szobrai díszítik. Délnyugati sarka egy román stílusú tornyot rejt; ez egykor börtön volt. Bejárata a Bika-lépcső, amit Jože Plečnik tervezett 1927-ben, majd 1929–1931 között épült meg.
Keleten a régi királyi palota Prága legjelentősebb és legnagyobb világi jellegű gótikus építménye. Fő nevezetessége az Ulászló-terem.  Északi bejárata előtt áll az 1664-ben készült Sas kút (Orlí kašna), aminek fő ékessége egy oszlop. Az oszlopfő a különböző források szerint Francesco Caratti, illetve Niccolò Pacassi munkája 1762-ből; a vele valószínűleg egyidős szobor Ignaz Franz Platzer műve. Tetején a jóval későbbi gömbdíszt Jože Plečnik tervezte.
Az épület mellett áll és a palota túraútvonalának részeként tekinthető meg, de a Szent György térre nyílik a Mindenszentek kápolnája, ami annak idején IV. Károly magánkápolnájának épült. A kápolnát Peter Parler a párizsi Sainte Chapelle mintájára tervezte. 1570 és 1574 között reneszánsz stílusban átépítették.
Az udvar keleti sarkában kapu nyílik a várfalon; rézdomborítását Jože Plečnik tervezte 1930-ban. A kaputól monumentális lépcsősor (Új várlépcső) vezet le a vártól délre kialakított kertekbe.

### Vikárius utca
A Szent Vitus-székesegyházat a vár északi falától keskeny utca választja el. Ez a Vikárius utca (csehül: Vikárška ulice). Közepe táján egy rondella ugrik ki a várfalból: ez a Mihulka-torony. A fal belső oldalához néhány érdekes épület tapad:
- a régi káptalani hivatal és könyvtár,
- a Vikárka étterem és
- az Öntőház.

A Mihulka-toronyba a Vikárius utca 38. (az ún. Mladota-ház) és 39. közötti sikátor végén kialakított kis udvarból mehetünk be.
A régi káptalani hivatal és könyvtár (Vikárius utca 37.) az Új préposti hivatal mellett áll. A barokk palotát egy korábbi, román stílusú épület alapjára építették. Nagytermét allegorikus freskók díszítik.
A nevezetes Vikárka éttermet (csehül: Restaurace na Vikářce) és borozót a 39. házban alakították ki. Itt játszódik Svatopluk Čech író magyarra is lefordított híres regénye, a Prücsök úr. A várat meglátogató hírességek közül többen is bejegyezték nevüket a vendégkönyvbe — egyebek között Pablo Picasso, Joséphine Baker és David Ojsztrah.
Az Öntőház (csehül: Slévárna) az utca nyugati (a káptalani hivatallal ellentétes) végén, a kanonokházak vonalában áll. Ez volt (brnói) Tomáš Jaroš császári öntőmester műhelye; itt készült egyebek közt a Szent Vitus-székesegyház nagyharangja, a Zsigmond-harang és a Királyi kertekben álló Zenélő kút nagy része is. Jaroš 1568-ban átköltöztette a műhelyét Kassára, utána az udvari öntőmester Wolf Hofprugger lett.

### A Szent György tér és környéke
A térre (csehül: Jiřské náměstí) a harmadik udvarból a régi királyi palotát a székesegyházzal összekötő folyosó alatt juthatunk át. Az átjáró déli oldalán az Ulászló-terem reneszánsz ablakai között késő gótikus pillérek emelkednek a magasan futó védőfolyosókig; alattuk 13–14. századi gótikus árkádok húzódnak. A fal keleti sarkán a régi gyűlésterem reneszánsz szárnyához utólag toldották a Korona levéltárának épületét. A tér déli oldalán még két épület van: a Mindenszentek kápolnája (csehül: kostel Všech svatých) és a Rosenberg-palota (más néven: Nemes Asszonyok Intézete. csehül: Ústav šlechtičen). Ez utóbbi északi homlokzata már a Szent György utcára, a vár keleti részének főutcájára nyílik; vele átellenben (az utca túloldalán) áll a Szent György-bazilika (csehül: kostel svatého Jiří). A tér északi oldalának további épületei (keletről nyugat felé) az Új préposti hivatal (csehül: Dům Nového proboštství) és a régi káptalani hivatal és könyvtár (csehül: Dům kapitulniho děkana).
A Szent György-bazilika a várnegyed legrégibb, Prága 2. legrégibb és egyben legjobb állapotú román stílusú temploma; 920-ban alapította Vratiszláv fejedelem. Fehér ikertornyai egész Prágából látszanak. Nepomuki szent János kápolnájának homlokzatát szentek domborművei díszítik. A kápolnában helyezték el az első cseh vértanú, szent Ludmilla csontmaradványait.
A bazilika mellé építették a prágai püspökség alapításakor (973-ban) a bencés rendi apácák kolostorát — ez volt Prága első apácazárdája. Miután II. József feloszlatta a szerzetesrendeket, az épület egy részét 1791-től kaszárnyának használták. A második világháború után itt helyezték el a Prágai Nemzeti Galéria középkori műgyűjteményét.
A Mindenszentek kápolnáját eredetileg IV. Károly magánkápolnájának építették a 12. századi fejedelmi palota román stílusú kápolnájának alapjaira. Peter Parler 1370–1387 között gótikus stílusban átépítette; mintának a párizsi Saint Chapelle-t tekintette. Az 1541-es nagy tűzvészben leégett; ezután reneszánsz stílusban építették újjá, és közben kiszélesítették az Ulászló-teremig. A főoltárt a Mindenszentek barokk képe díszíti. A templomban látható szent Prokop kőkoporsója a szent földi maradványaival.
A Mindenszentek templomának bal oldalához épült a Nemes Asszonyok Intézete (csehül: Ústav šlechtičen); a középkorban ennek helyén még egy főúri palota és néhány kisebb ház állt. Az elavult épületeket Mária Terézia lebontatta, és helyükbe az elszegényedett nemes családok lányait befogadó otthont építtetett. Az épületet Niccolò Pacassi tervezte, Anselmo Lurago építette. A térről nyíló bejárat portikuszát Josef Klein plasztikái díszítik. Az épületnek saját kápolnája van; ennek freskóit Petr Molitor festette. A második világháború után a belügyminisztérium levéltára volt.
A tér északi részét a neogót Új Préposti Hivatal (csehül: Dům Nového proboštství) épülete zárja le; ezt Josef Mocker építette 1879-ben. Az épületet szent Vencel szobra díszíti.

### A Szent György utca és környéke
Az utca (Jiřská ulice) a régi várlépcsőt köti össze a Szent György térrel; a tér felé eső sarkán kétoldalt a Szent György-bazilika és a Mindenszentek kápolnája áll.
További nevezetes épületei:
- Lobkowitz-palota,
- a várgróf rezidenciája a Játékmúzeummal.

A Lobkowitz-palota (Szent György utca 3.) a várnegyed keleti végében, a régi várlépcső közelében áll. A 16. században épült. 2007 óta működik benne az egyre híresebb Lobkowitz-múzeum és egy  17. századi barokk koncertterem, ahol naponta 13 órakor komolyzenei hangversenyt adnak. Itt van Prága egyik leghíresebb kávézója is fantasztikus panorámával. A múzeum képtárában 1500 festmény látható, egyebek közt Canaletto, id. Pieter Brueghel, Velázquez, Veronese, Rubens, Bellotto és Lucas Cranach művei. A festményeken kívül megcsodálhatók porcelánok, kerámiák, puskák, hangszerek, valamint Beethoven és Mozart eredeti kottái.
A várgróf rezidenciája (Szent György u. 6.) a Lobkowitz-palotával szemben áll. Eredetileg a középkori várnagy (castellanus) lakó- és székhelye volt. Az eredeti, gótikus épület az 1541-es tűzvészben porig égett; az újat olasz építőmesterek emelték reneszánsz stílusban. Ez lett az egyre nagyobb hatalmat kapó várgróf (németül: Burggraf, csehül: purkrab) rezidenciája. A 17. századra a várgróf lett a legmagasabb rangú tartományi hivatalnok, a király helyettese.  1783-ig itt székelt a várbíróság. Az épületet 1960-ban J. Hlavata építész tervei szerint átépítették, és ez lett a Csehszlovák Gyermekek Háza. A rendszerváltás után itt helyezték el a prágai Játékmúzeumot, ami a világ második legnagyobb ilyen jellegű gyűjteménye. Állandó kiállítása a játékok történetét mutatja be az ókori görögöktől napjainkig.

### Az Arany utcácska és környéke
Az Arany utcácska Prága egyik legrövidebb utcája mindössze 11 házzal. A vár északkeleti részén húzódik, a Fehér torony és a Daliborka torony között. A 16. század végén itt laktak a vár védői — 22 hivatásos katona, és ahhoz, hogy a számukra kijelölt helyen elférjenek, nagyon kis házakat építettek nekik. A házakban középkori fegyvereket, textilárukat állítottak ki és emléktárgyakat árulnak. Több épület berendezési tárgyai „eredetiek”, azaz több száz évesek, másutt azt mutatják be, milyen volt a középkori élet az utcácskában.

### Falak, bástyák, lépcsők

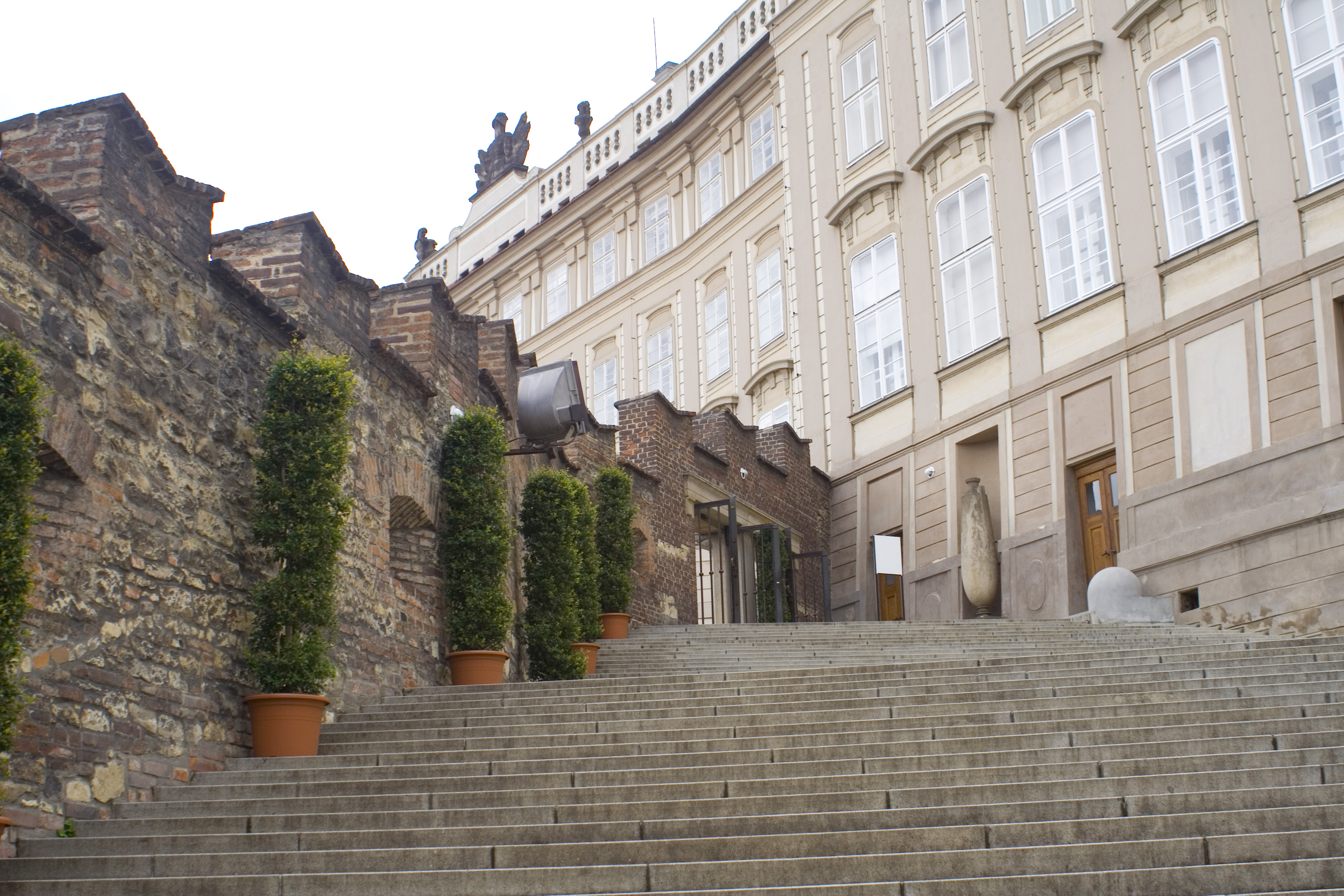
Az új várlépcső fölső vége az Új királyi palota déli szárnyával

A vár egykori nyugati falát már 1564-ben elbontották, hogy helyet csináljanak az Új királyi palotának . A várárkot feltöltötték; a 16. század vége óta a várat nyugatról semmilyen erődítés nem védi.
Az északi fal két bástyája a Mihulka-torony és a Fehér torony; az északkeleti sarokban a Daliborka torony magasodik, a keleti falon belül pedig a Fekete torony. A déli falon nincsenek tornyok, de a tört vonalú falat kiszögellések és beugrók tagolják.
A várba négy kapun juthatunk be; ezek közül a főbejáratot az Első udvar leírásánál ismertetjük. Oldalbejárata a Lőpor híd végéből nyílik a Második udvarba. A harmadik udvar keleti sarkában kapu nyílik a Sánckertet a Paradicsomkerttől elválasztó Új várlépcsőre. A vár délkeleti sarkában nyílik a régi várkapu, amitől a régi várlépcső (Staré Zamecké schody) vezet le a Kisoldal metróállomáshoz.
A Mihulka-tornyot a 15. század végén építtette II. Jagelló Ulászló Benedikt Rieddel egy, a 13. század elején emelt bástya helyére. 22 m belső átmérőjével, 40 m magasságával ez lett a vár legnagyobb ágyútornya, bár ebbéli minőségében gyakorlatilag sosem használták. Eleinte új toronynak hívták, majd körbástyának, „svéd laboratóriumnak”, illetve lőportoronynak; a „Mihulka” nevet a 19. században kapta. A 16. században titkos hadi laboratóriumot rendeztek be benne, de az 1541-es nagy tűzvészben leégett. Tomáš Jaroš újjáépíttette, és egy ideig ő maga is benne lakott. II. Rudolf alkimistáinak rendeztette be, majd lőporraktár lett. A harmincéves háborúban a várost megszálló svéd csapatok nagyrészt felrobbantották. 1754-től a második világháborúig itt lakott a vár sekrestyése. 1967–1980 között felújították, 1982 óta múzeum. Állandó kiállításán középkori műtárgyak, a reneszánsz öntészet emlékei, a II. Rudolfra utaló csillagászati és csillagjós eszközök mellett a vár késő gótikus erődítésrendszerét mutatják be.
A toronyba a Vikárius utca 38. (az ún. Mladota-ház) és 39. közötti sikátor végén kialakított kis udvarból mehetünk be.
A Daliborka tornyot 1496-ban építették a vár északkeleti sarokbástyájául. Eleinte a nemesek börtöne volt, de idővel (a 18. század végéig) mások is raboskodtak itt. Eredetileg magasabb volt, de egy tűzvész után csak öt emeletét tartották meg. Nevét onnan kapta, hogy első rabja Kozojedi Dalibor volt. A börtön egy régi cellájában  megtekinthető néhány kínzóeszköz.
A Fehér torony (amit időnként új Fehér toronynak hívnak, hogy megkülönböztessék a Második és a Harmadik udvar között magasló fehér toronytól) a vár északi falán, az Arany utcácska nyugati végében emelkedik. 1584-től a nemesek börtöne volt (akárcsak a Daliborka torony) 1743-ig. Főleg adósokat zártak ide. Nem látogatható.
A Fekete torony a vár keleti oldalán a 12. századi belső védőöv része volt, ezért a jelenlegi várfalon belül áll. Eredetileg ez volt a vár keleti kaputornya árokkal és felvonóhíddal, azon túl pedig külső várral. Amikor 1500 körül újabb kaput építettek közvetlen szomszédságába, a torony és a Lobkowitz-palota közé, a régi kaput befalazták. Ezen az „új” kapun juthatunk ki a Sánckertbe és a Paradicsomkertbe.
A tüzérbástyát 1568-ban építették ki a régi várlépcső fölső végében.
A monumentális új várlépcső a Harmadik udvar keleti sarkában nyíló kaputól vezet le a vártól délre kialakított kertekbe. A kapu rézdomborítását Jože Plečnik tervezte 1930-ban.
A régi várlépcső a Szent György utca kanyarjára nyíló régi várkapuhoz vezet fel keletről (a Kisoldal metróállomás felől). Fölső szakasza a Szent Vencel szőlőjének nevezett szőlőskert mellett vezet el. A szőlőskert alsó szélén álló Richter-nyaralóban három exkluzív étterem is üzemel, ezekhez nemcsak a várlépcső felől juthatunk el, de a Fekete torony tövében nyíló gyalogkaputól levezető ösvényen is.

## Állandó kiállítások, tematikus túrák
A Várgalériát az Új királyi palotában, II. Rudolf egykori képtárának helyén alakították ki (lásd ott).
A Szent Vitus-székesegyház kincstárát a vár második udvarában álló Szent Kereszt-kápolnában rendezték be.
A Játékmúzeum a várgróf egykori rezidenciájában van (Szent György u. 6.).
A Prágai Nemzeti Galéria műgyűjteményének egy részét a bencés rendi apácák kolostorában helyezték el (Szent György-rendház, Szent György tér 33.). A kiállítása a 17–18. századi cseh barokk festészetet mutatja be, ide értve a II. Rudolf udvarában dolgozott manierista művészek alkotásait is.
A vár késő gótikus erődítésrendszerét a Hadtörténeti Intézet kiállítása mutatja be a Mihulka-toronyban.
A megfogható korona — a cseh fizetőeszköz története kiállítás a Rosenberg-palotában tekinthető meg (ugyancsak a Szent György téren).
A régi királyi palotában két állandó kiállítást rendeztek be:
- vártörténeti kiállítás a gótikus szinten van;
- a cseh koronaékszerek másolatai a régi gyűlésteremben.

A IV. Károly nyomában a prágai várban 29 olyan helyszínt köt össze, amelyeken láthatjuk, hogyan alakult a vár arculata IV. Károly korában. Az útvonal kétnyelvű (cseh-angol) ismertetője 2016-ban 95 koronába került.

## Látogatása
A kapuk nyitvatartása:
- áprilistól szeptember végéig: 05:00-24:00; műemlékek: 09:00-18:00.
- októbertől március végéig: 06:00-23:00; műemlékek: 09:00-16:00.

A vár körüli kertek és a Szarvas-árok látogatása:
- április, október: 10:00-18:00;
- május, szeptember: 09:00-19:00;.
- június–július: 09:00-21:00;
- augusztus: 09:00-20:00.

Novembertől március végéig a kertek nem látogathatók.
A várban belépőjegyet a különböző épületek belső részeibe és az Arany-utcácskába kell venni; ezeket 6 éven aluliak ingyen látogathatják.
2021-ben hatféle jegyet árultak; mindegyiket felnőtt, kedvezményes (diák, nyugdíjas) és családi (két szülő, két gyerek) változatban. A kétféle gyűjtőjegy több objektum megtekintésére jogosít. Mindegyik jegy két napig érvényes. 2016-ban a családi kombinált jegyek még 200-200 koronával drágábbak voltak.
Gyűjtőjegyek:
Hosszú túra 450 CZK; 6–16 éves (továbbtanulóknak 26 éves) korig és nyugdíjasoknak: 300 CZK; családi jegy: 950 CZK.
- - Szent Vitus székesegyház a kincstár nélkül(?),
  - régi királyi palota,
  - a vár képtára,
  - vártörténeti állandó kiállítás,
  - Szent György-bazilika,
  - Szent György-kolostor,
  - Nemzeti Galéria,
  - Arany utcácska,
  - Daliborka torony,
  - Mihulka-torony (lőportorony),
  - Rosenberg-palota.

Rövid túra (250 Czk, 6-16 éveseknek: 120 Czk, családi jegy: 300 Czk):
- - Szent Vitus székesegyház a kincstár nélkül,
  - régi királyi palota,
  - a vár képtára,
  - vártörténeti állandó kiállítás,
  - Szent György-bazilika,
  - Nemzeti Galéria,
  - Arany utcácska
  - Daliborka torony.
  - Mihulka-torony (lőportorony),
  - Rosenberg-palota.
  - Szent Vitus székesegyház nagy déli tornya kilátóval

Külön jegyek:
- Szent György-kolostor  (150/80/200 Czk),
- lőportorony (50/25/75 Czk),
- képtár (150/80/200 Czk),
- vártörténeti kiállítás (140/70/200 Czk)[22]

2016-ban még meg lehetett tekinteni a Szent Vitus székesegyház kincstárát is, ez 2021-re kikerült az ajánlatból.

## Fordítás
- Ez a szócikk részben vagy egészben  a   Praha című cseh Wikipédia-szócikk ezen változatának fordításán alapul.  Az eredeti cikk szerkesztőit annak laptörténete sorolja fel. Ez a jelzés csupán a megfogalmazás eredetét és a szerzői jogokat jelzi, nem szolgál a cikkben szereplő információk forrásmegjelöléseként.
- Ez a szócikk részben vagy egészben  a   Pražský hrad című cseh Wikipédia-szócikk ezen változatának fordításán alapul.  Az eredeti cikk szerkesztőit annak laptörténete sorolja fel. Ez a jelzés csupán a megfogalmazás eredetét és a szerzői jogokat jelzi, nem szolgál a cikkben szereplő információk forrásmegjelöléseként.